# Donji Bunibrod
Donji Bunibrod (cyr. Доњи Буниброд) – wieś w Serbii, w okręgu jablanickim, w mieście Leskovac. W 2011 roku liczyła 553 mieszkańców.